# Тоннелепроходческий комплекс

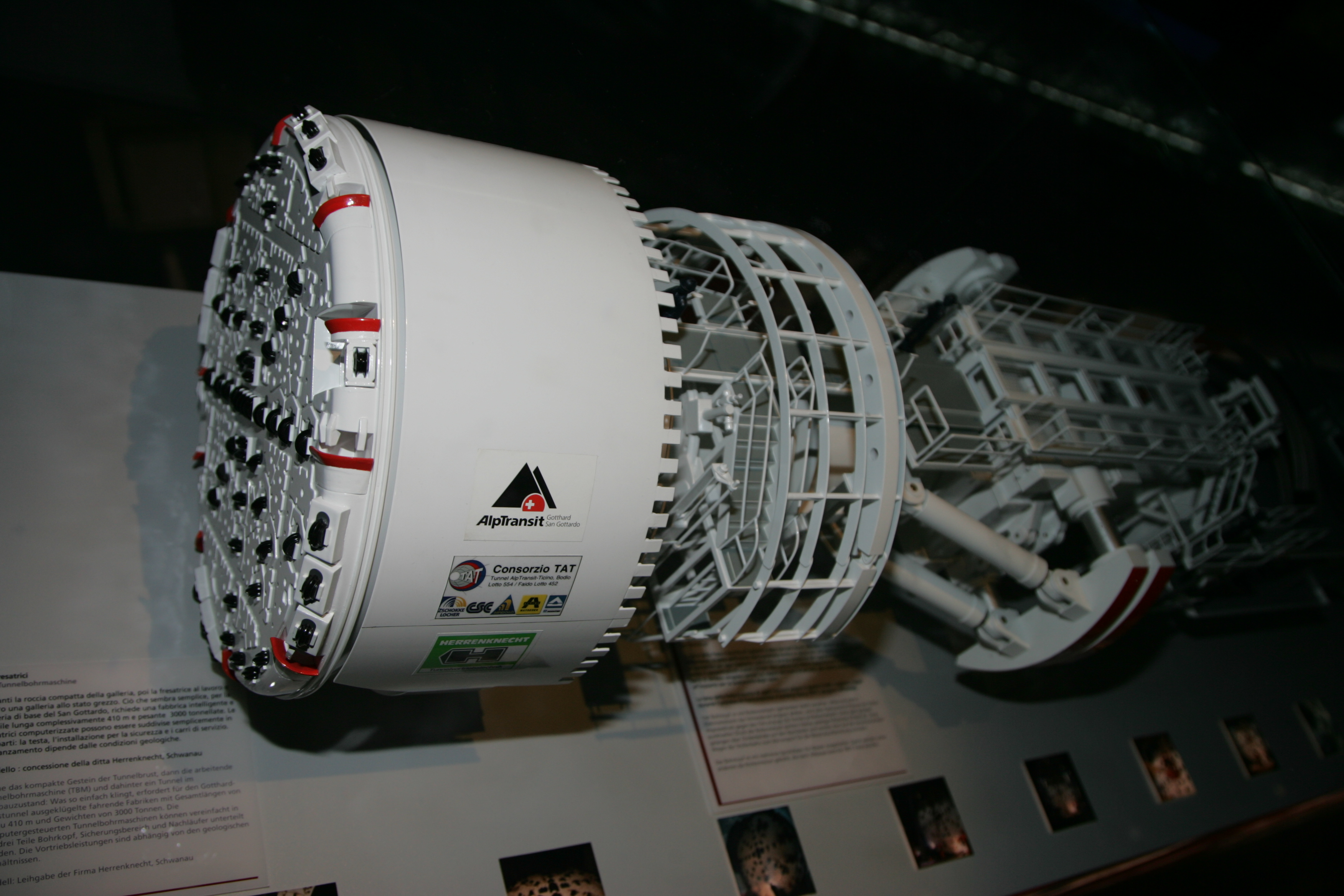
Макет тоннелепроходческой машины, использовавшейся при строительстве Готардского базисного тоннеля.

Тоннелепроходческий комплекс (также тоннелепроходческая машина, тоннелепроходческий механизированный комплекс, ТПМК) — общее название различных агрегатов, предназначенных для прокладывания тоннелей, с круглым поперечным сечением. Существуют машины для различных типов поверхности — от твёрдого камня до песка.
Тоннелепроходческий комплекс выполняет механизированное разрушение забоя, отгрузку разрушенной породы, возведение крепи. К числу тоннелепроходческих комплексов относятся механизированные проходческие щиты, проходческие комбайны, тоннельные комплексы. Существуют тоннелепроходческие комплексы для сооружения тоннелей с монолитной прессбетонной обработкой стен, машины (щиты) для строительства тоннелей из труб, микрощиты, а также щитовые комплексы для открытых работ. Применение подобных машин обладает преимуществом перед буровзрывным способом тем, что не слишком затрагивает окружающий грунт и позволяет скорее добиться ровных стенок будущего тоннеля. Недостатком, в свою очередь, является их высокая стоимость и трудности с транспортировкой к месту работ.
Первый работающий тоннелепроходческий щит был применён в 1825 году: его разработал Марк Брюнель для строительства тоннеля под Темзой, однако изначально он предполагался для прокладки тоннеля под Невой в Санкт-Петербурге — проект предлагался в 1814 году, но был отклонён Александром I. В США первая подобная машина была построена в 1853 году, хотя первое успешное использование подобной машины относится к 1952 году. Самой большой по диаметру тоннелепроходческой машиной (19,25 метра) должен был стать проходческий щит, заказанный для строительства тоннеля под Невой в Санкт-Петербурге, однако в 2012 году от проекта отказались.
В плывунных неустойчивых грунтах при значительном давлении грунтовых вод используются проходческие комплексы с растворонагнетанием («Гидропригруз», «Slurry Shield»). В таких комплексах в призабойную часть под давлением до десятков атмосфер нагнетается бентонитовый раствор, позволяющий поддерживать забой неподвижным даже в самых тяжёлых плывунных почвах. Измельчённая порода отводится вместе с бентонитом по трубопроводу, затем в специальном сепарационном устройстве она отделяется от бентонита, который возвращается в процесс разрушения забоя.

## Фотогалерея

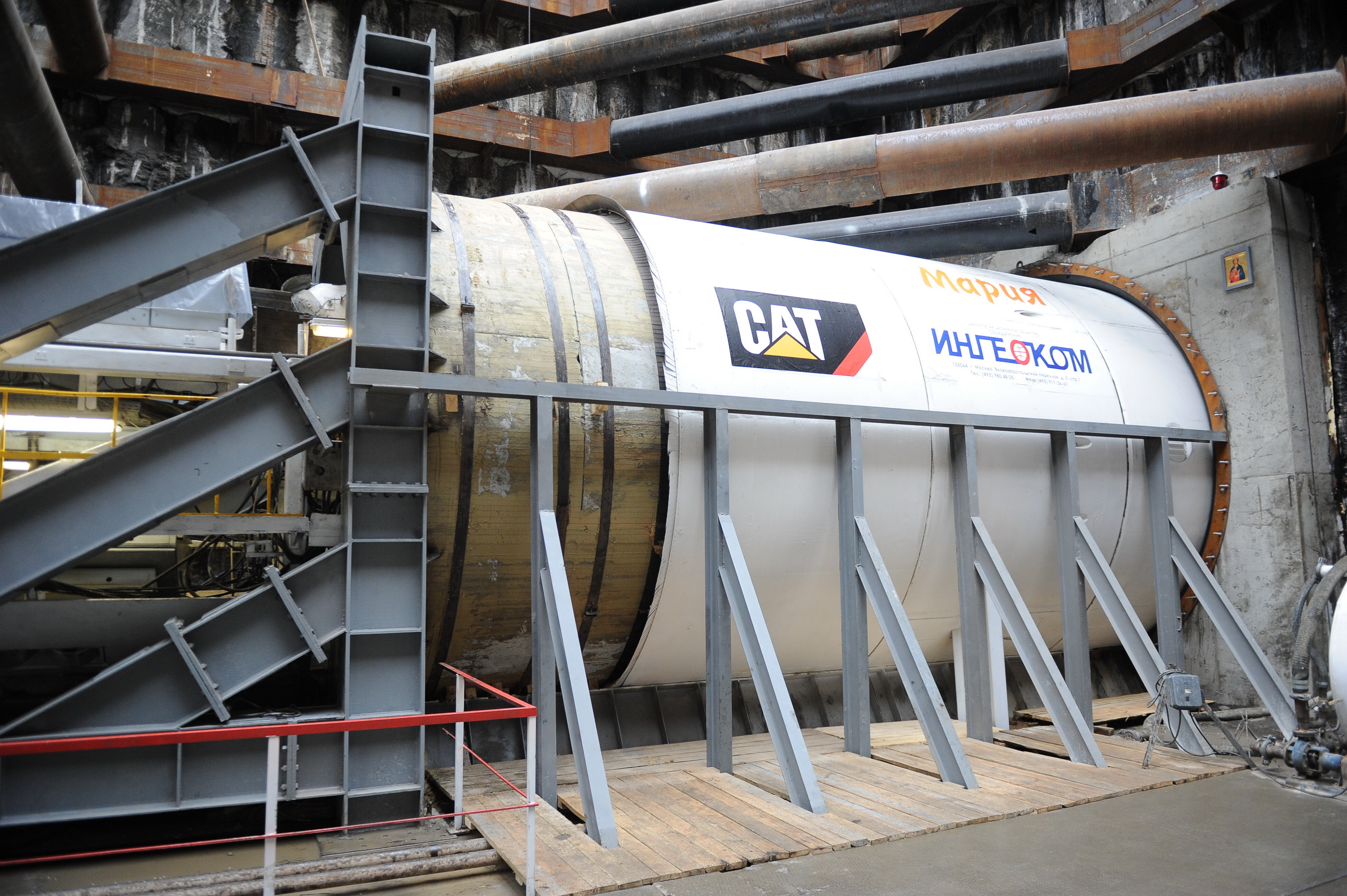
Тоннелепроходческий щит фирмы Caterpillar на проходке участка Большой кольцевой линии от станции метро ЦСКА в Москве.
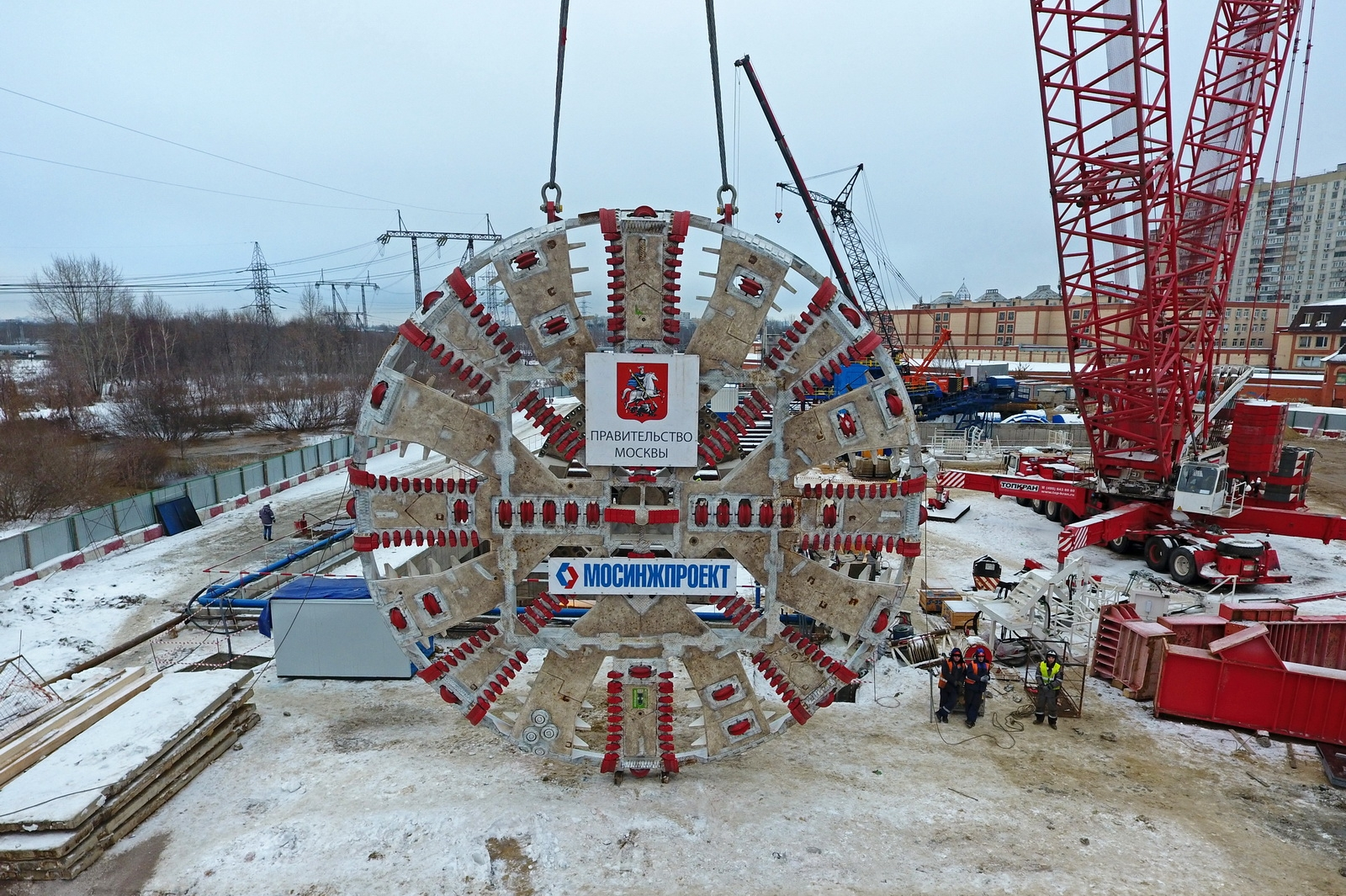
Монтаж ротора тоннелепроходческого комплекса фирмы Herrenknecht на участке строительства Некрасовской линии метро в Москве.
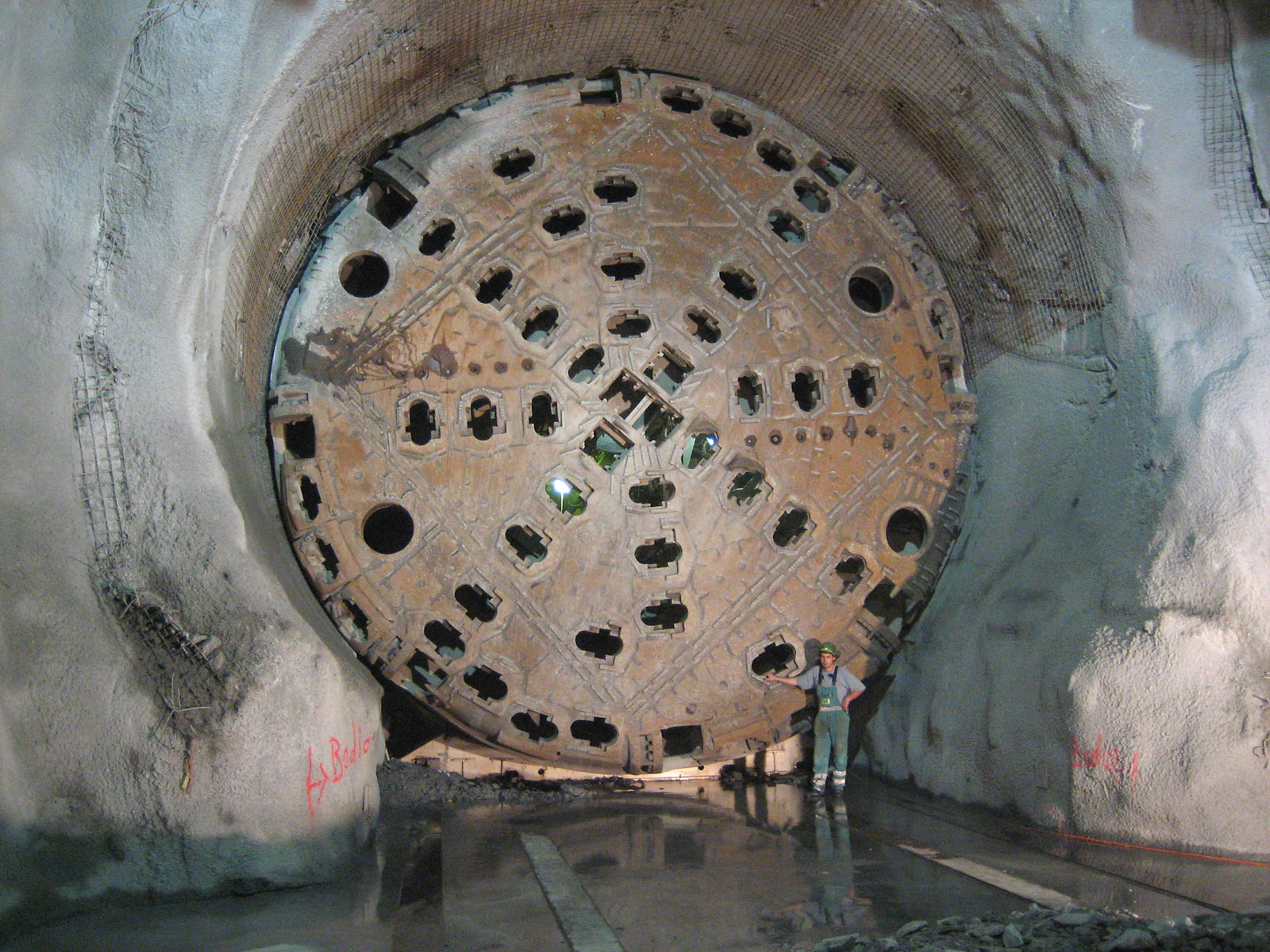
ТПМК на одной из проходок Готардского базисного тоннеля в Швейцарии — одного из самых протяжённых железнодорожных тоннелей в мире.